# 馬自達929
馬自達929是一部由日本馬自達汽車公司製造銷售的中型（1973年至1987年）或大型（1987年至1995年）轎車。按照該公司以往的慣例，應該以同一個車種外銷海外（譬如Capella以「626」之名外銷），但弔詭的是，馬自達分別以RX-4、Luce、Sentia等不同的車種作為馬自達929外銷世界各地。話說回來，這些車的共通點就是皆為前置後驅。

## 歷史

### 第一代（1973年至1981年）
第一代929也就是RX-4，於1973年在海外上市，用以取代搭載往復式活塞引擎的第二代Luce。車型可分為雙門硬頂型轎車、四門轎車與五門旅行車，另有1.8L直列四缸VB型往復式活塞引擎可選購。
由於第一代Luce在海外發售時分別依引擎排氣量的差異命名成「馬自達Luce 1500」與「馬自達Luce 1800」，可是來到第二代Luce銷售海外時卻改名成「馬自達929」，這種不尋常的命名原則容易造成外國消費者的混淆。
1975年另推出2.0L直列四缸F/MA型引擎附雙化油器，最大馬力103hp，最大扭力123 N·m；另外一個選擇就是654c.c. X 2 13B型轉子引擎，可發揮127hp的馬力及138N·m的扭力。兩年後，推出更有效率的2.0L直列四缸F/MA型引擎附單化油器，以及2.2L直列四缸S2型柴油引擎。

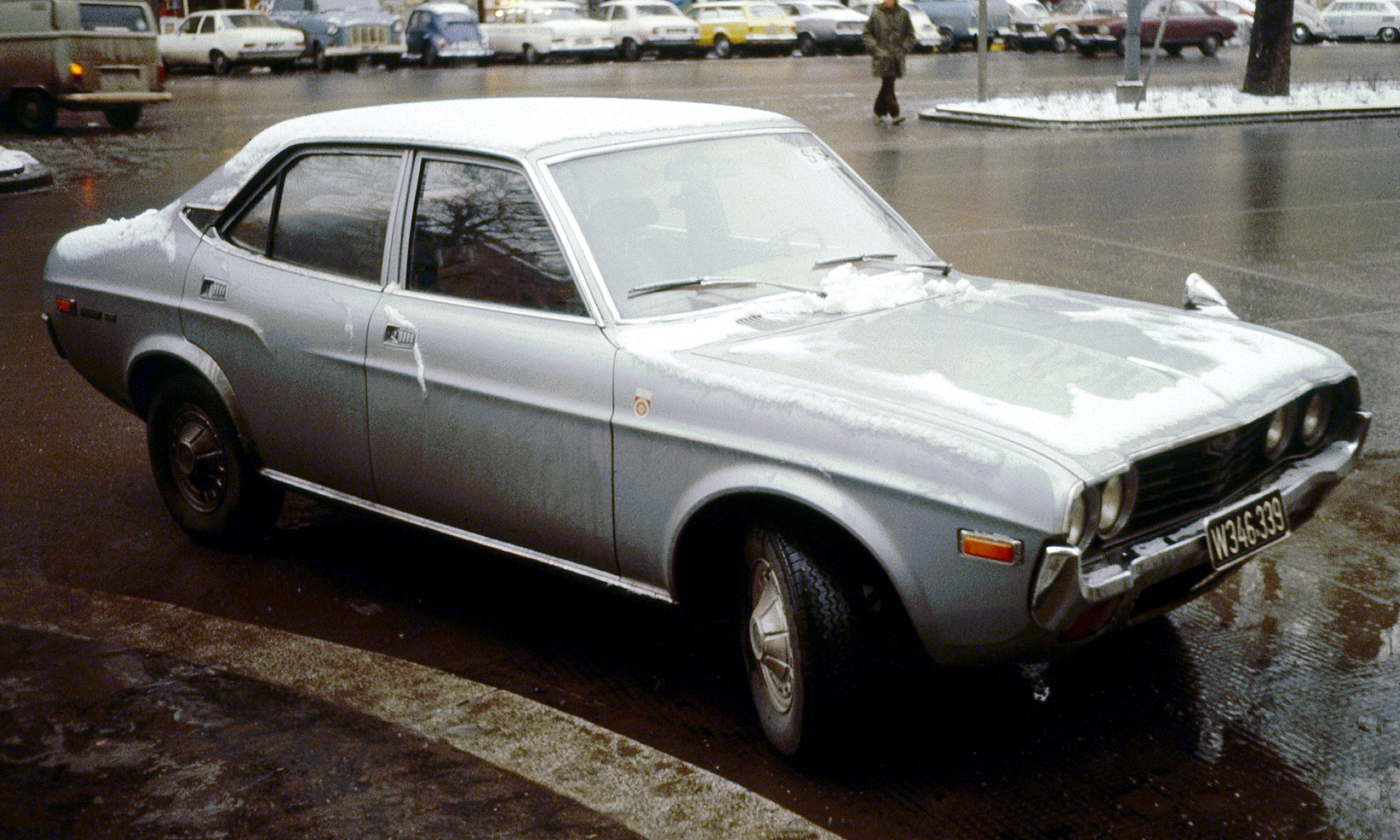
第一代馬自達929，攝於1974年

### 第二代（1981年至1986年）
第二代929實質上就是採用HB平台而成的第四代Luce，該平台也使用於第三代Cosmo上。在歐洲地區，則有馬自達2000（轎車）或馬自達2000E（estate car，旅行車）兩種車款銷售。轎車大多販售於中、東歐地區，而塞浦路斯則兩者皆有。此外，2.0L直列四缸FET型渦輪增壓引擎從未曾在歐洲市場銷售。

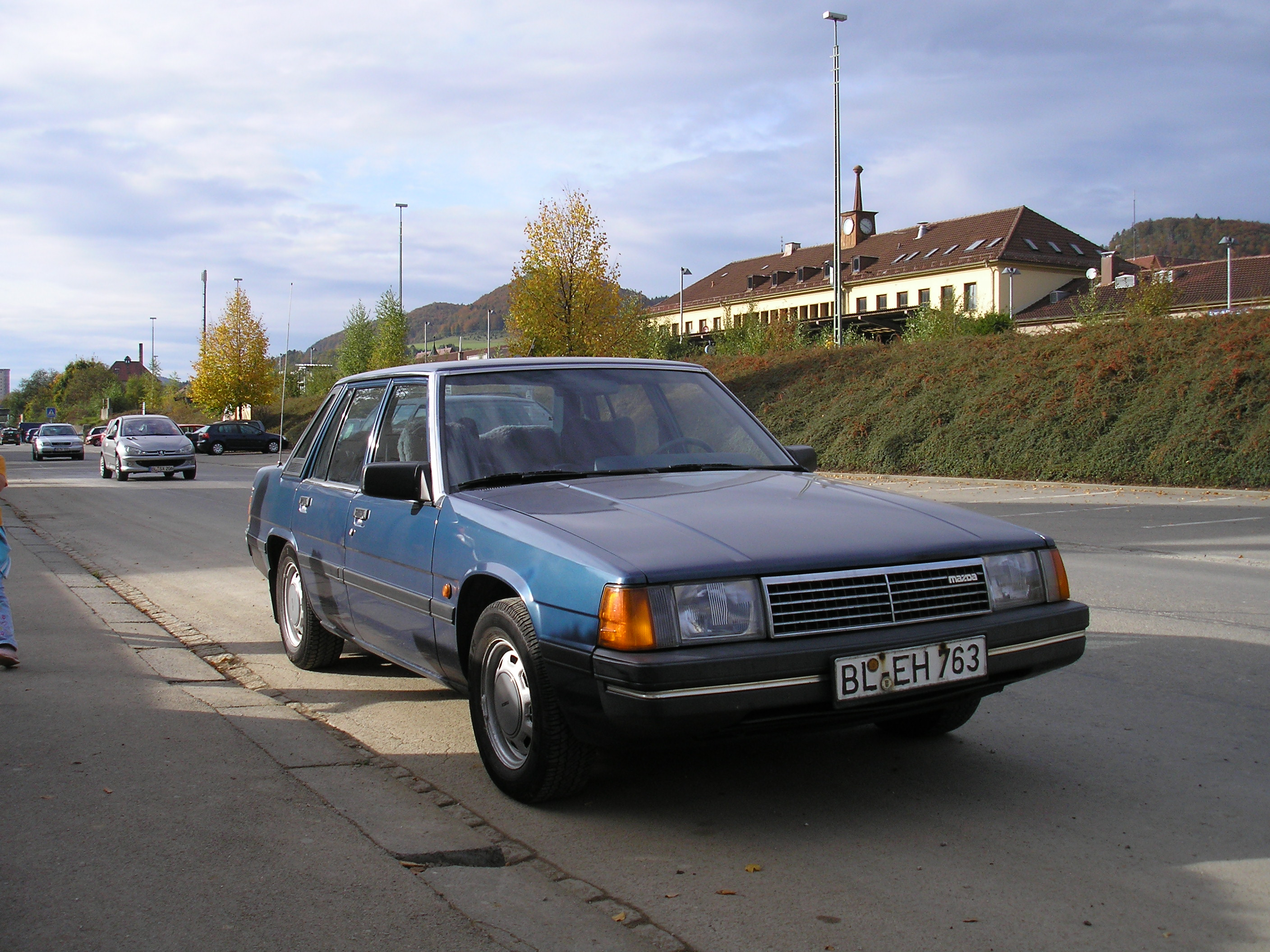
第二代馬自達929車頭
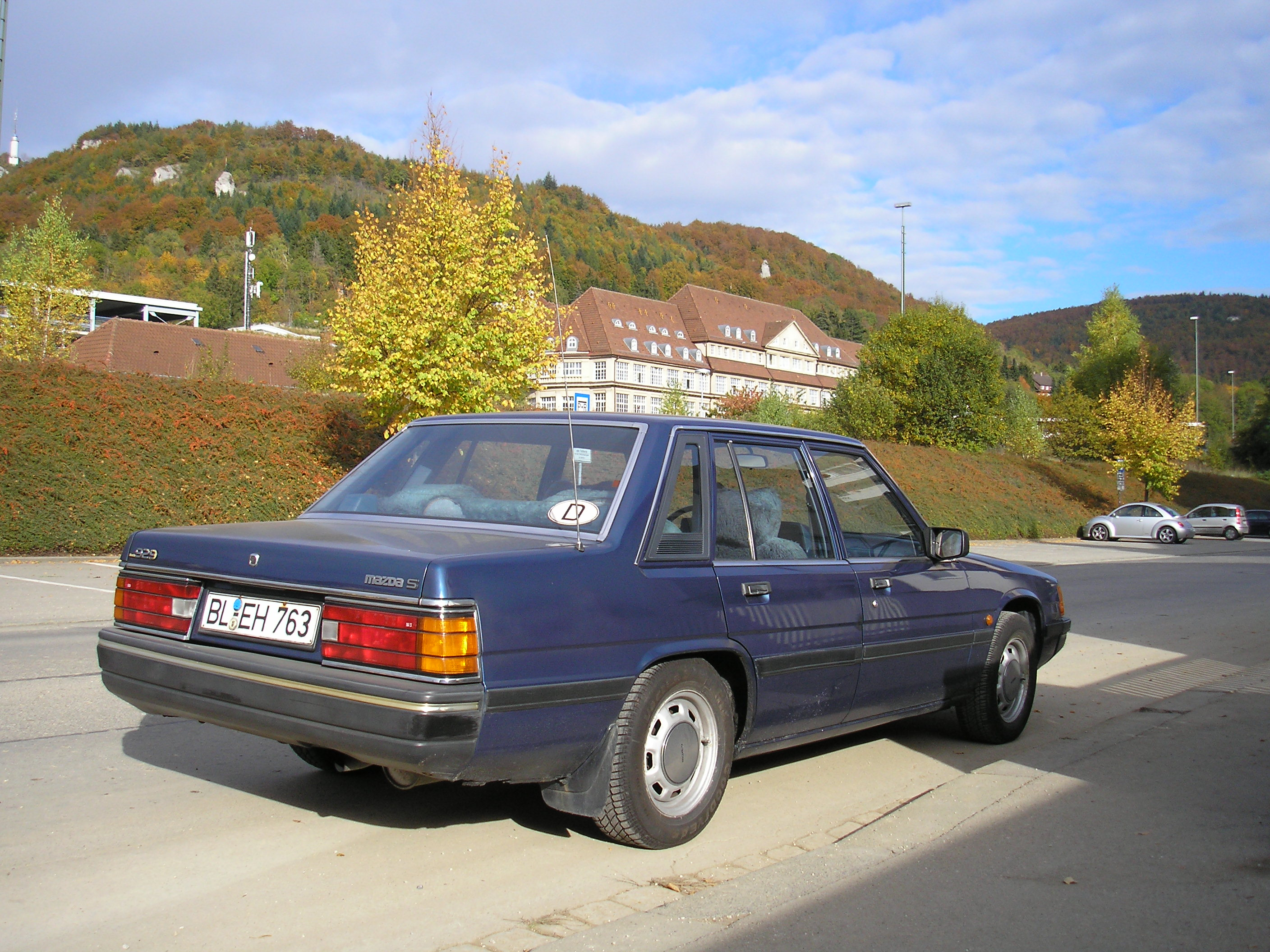
第二代馬自達929車尾

### 第三代（1986年至1991年）
1986年第三代929上市，某些地區則遲至隔年才推出。而美國與加拿大則遲至1988年販售，且只有3.0L V型六缸JE型引擎可選購。在日本，Luce可區分成四門無B柱硬頂型（pierless hardtop）和有B柱兩種轎車車型，外銷全世界市場則以有B柱的四門轎車為主，不過澳洲和某些亞洲國家卻以四門無B柱硬頂型為主。
1986年至1987年5月間，馬自達在澳洲推出一款名為馬自達929 Coupe的雙門無B柱硬頂型轎車，搭載2.0L直列四缸SOHC FET型渦輪增壓引擎，可榨出135hp / 5,250rpm的最大馬力237N·m / 2,800rpm的峰值扭力。除了搭配五速手排變速外，尚有巡航定速系統、動力方向盤、電動車窗與後照鏡、天窗、上掀式頭燈等配備。
在1986年至1989年間的3.0L V型六缸JE型引擎採SOHC、18氣門之設計，1990年後的小改款則改成DOHC、24氣門，稍微提高了油耗與性能表現；小改款另增加了ABS防鎖死煞車系統、後輪碟煞，以及一些外觀上的小修飾。

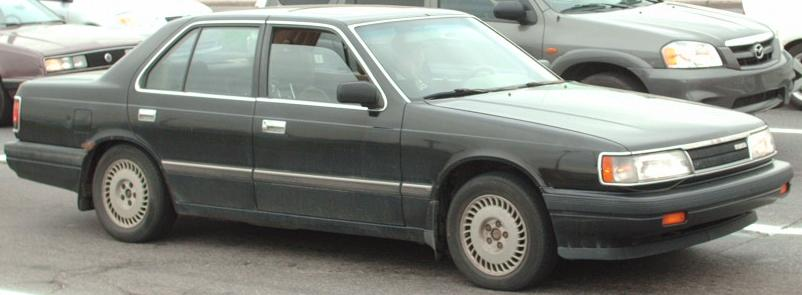
第三代馬自達929側面照（加拿大）
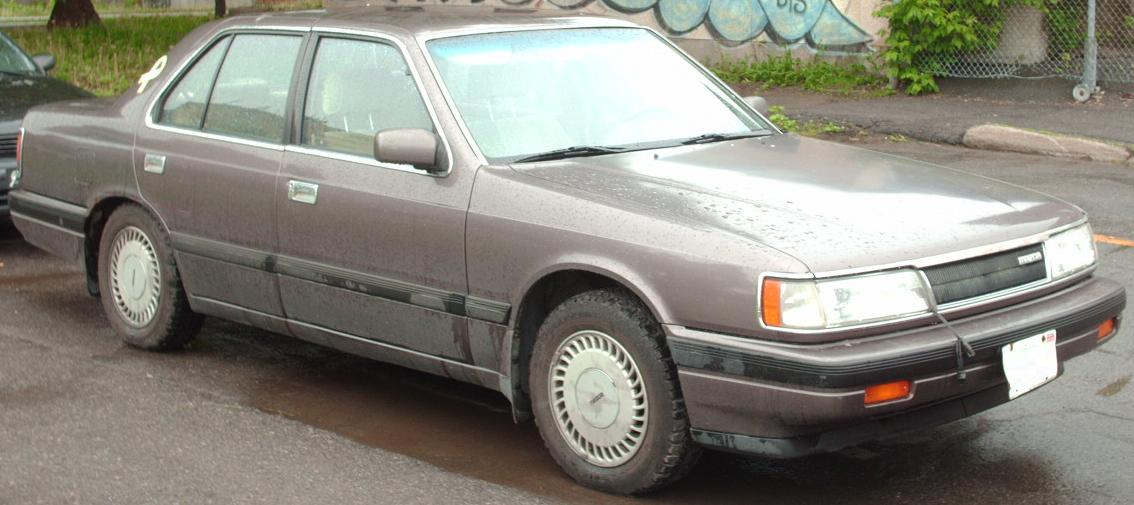
第三代馬自達929車頭（加拿大）
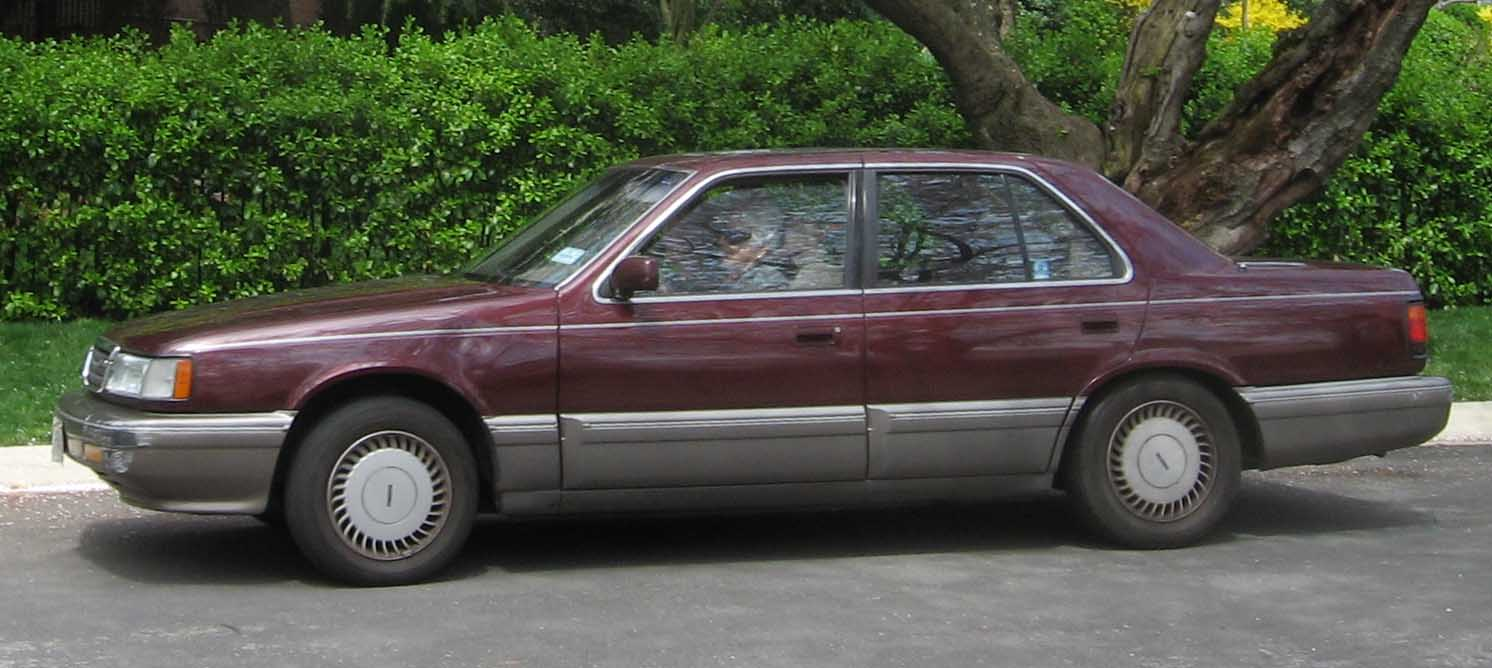
第三代馬自達929車身（美國）

### 第四代（1991年至1996年）
採用HD平台的第四代929，在日本地區叫馬自達Sentia，在加拿大叫馬自達929 Serenia，另外日本地區還有一款配備更豪華的兄弟車Ẽfini MS-9。此款車的配備有ABS防鎖死煞車系統、巡航定速裝置、4WS四輪轉向系統、四輪驅動（僅限某些地區）、太陽能天窗（solar powered ventilation system）等。
自1995年後，馬自達改用Millenia銷售北美洲市場，以取代馬自達929。原本1990年代初期馬自達曾經計畫在北美洲推出高級品牌「Amati」以對抗Lexus、Acura和Infiniti，不過後來因故宣告流產。

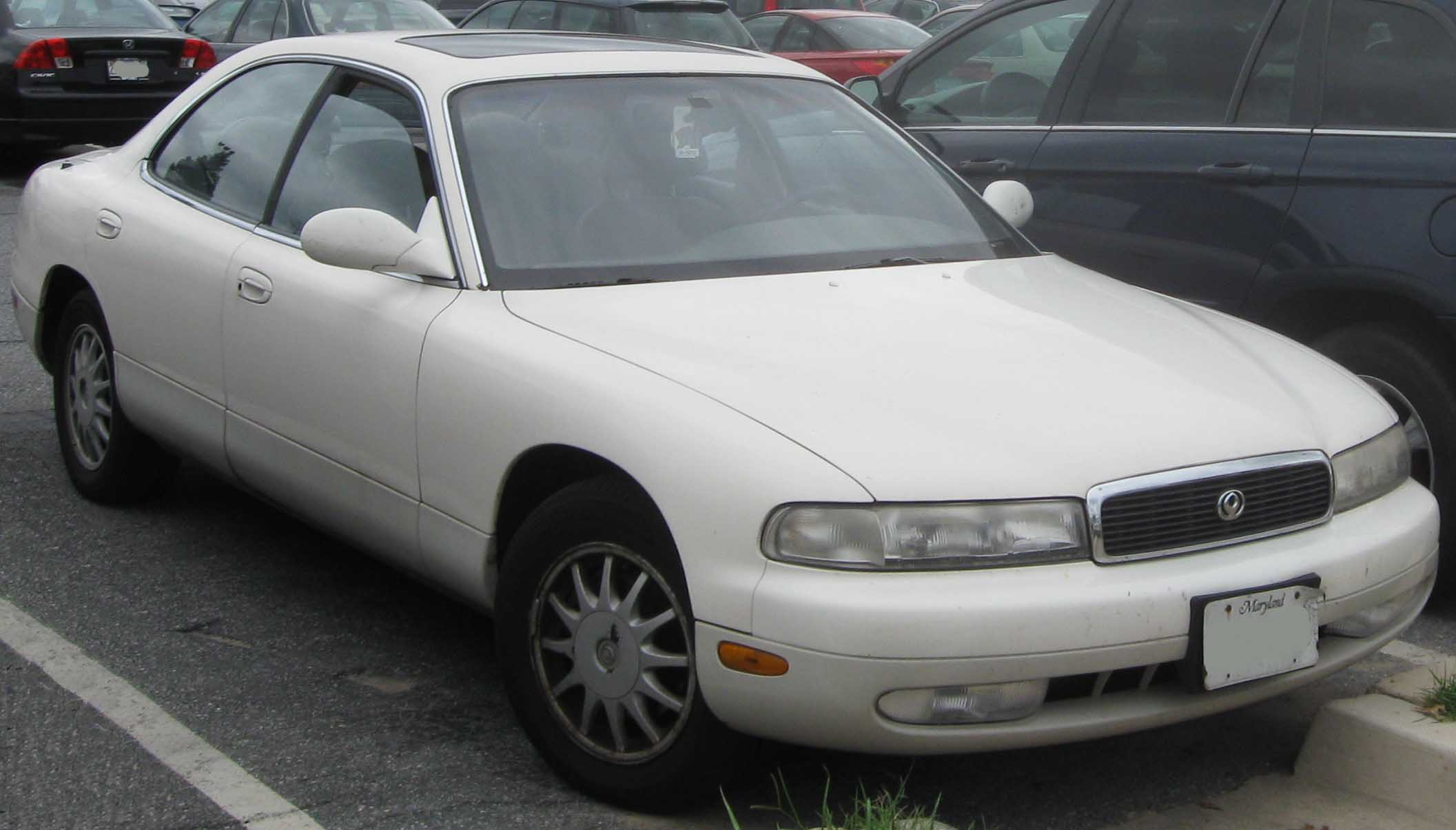
第四代馬自達929（美國）
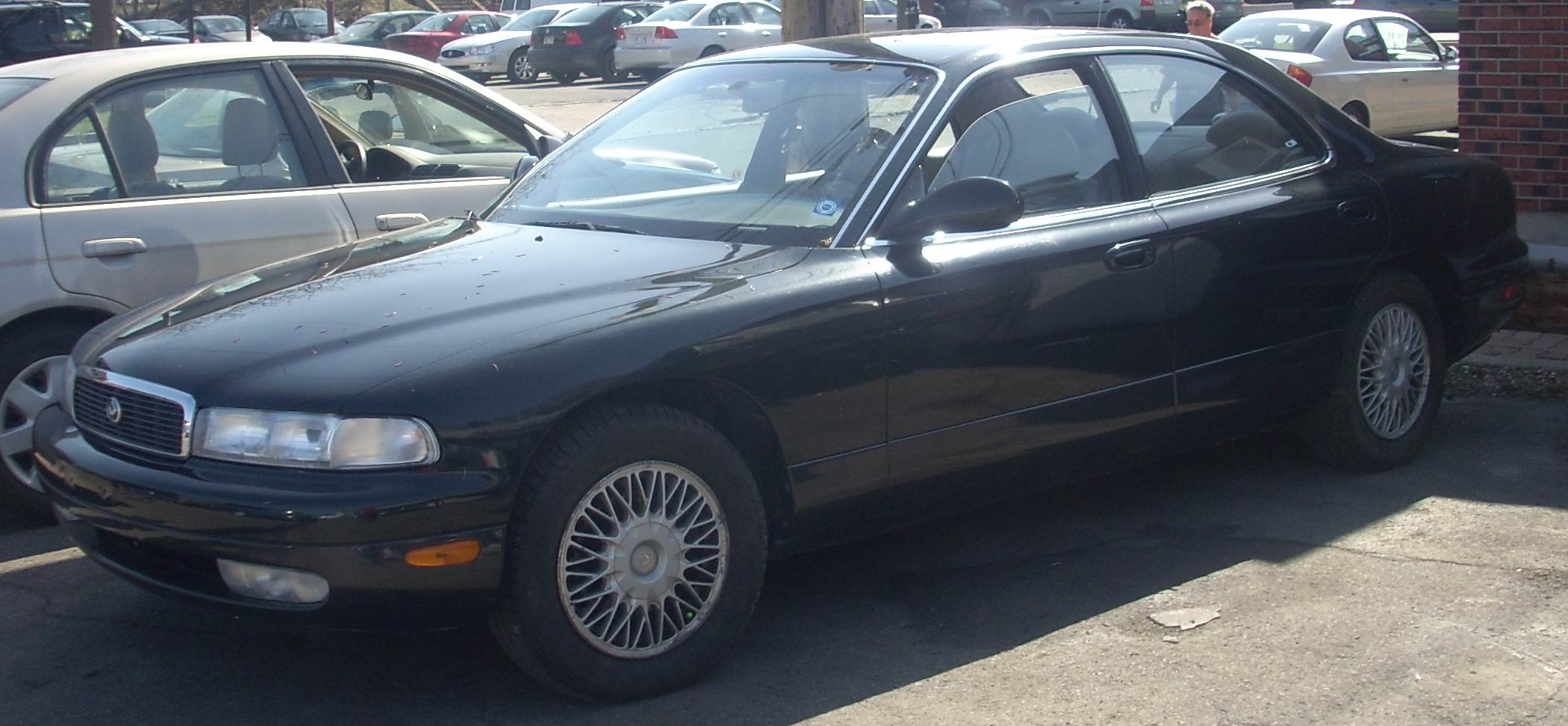
加拿大版929 Serenia

### 第五代（1996年至1997年）
最後一代的929採HE平台，於1996年4月上市。繼續沿用上一代的3.0L V型六缸JE-ZE型引擎，軸距也沒有改變。不過這款車在世界各地的生產週期相當短暫，銷售狀況也不佳，因為售價制訂得太高。譬如在澳洲市場，它的售價超過八萬三千澳幣，快接近入門款的BMW 5系列。由於馬自達的品牌形象與BMW相差甚遠，造成滯銷狀況。

## 外部連結
- （日語）Gazoo.com - 1972年 マツダ ルーチェ AP Sedan GR
- （日語）Gazoo.com - 1991年 アンフィニ MS-9
- （英文）Cosumer Guide: 1992-1995 Mazda 929: Overview